# Li Fanghui
 (mars 2025).
Si vous disposez d'ouvrages ou d'articles de référence ou si vous connaissez des sites web de qualité traitant du thème abordé ici, merci de compléter l'article en donnant les références utiles à sa vérifiabilité et en les liant à la section « Notes et références ».
Li Fanghui, (chinois : 李方慧), née le 10 mars 2003 à Harbin, est une skieuse acrobatique chinoise.

## Palmarès

### Championnats du monde
| Épreuve / Édition      | Half-Pipe                |
| Mondiaux 2025 Engadine | Médaille d'argent, monde |

### Coupe du monde
- 1 petit globe de cristal :
  - Vainqueur du classement half-pipe en 2025[1].
- 5 podiums, dont 1 victoire.

| Saison / Épreuve | Half-pipe |
| ---------------- | --------- |
| 2024-2025        | Calgary   |

### Jeux olympiques de la jeunesse
- Médaille d'argent en half-pipe aux Jeux olympiques de la jeunesse d'hiver de 2020